# Rothalsiges Getreidehähnchen

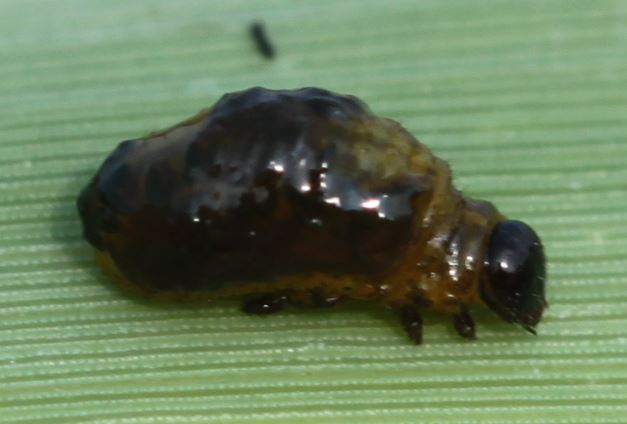
Abb. 1: Larve

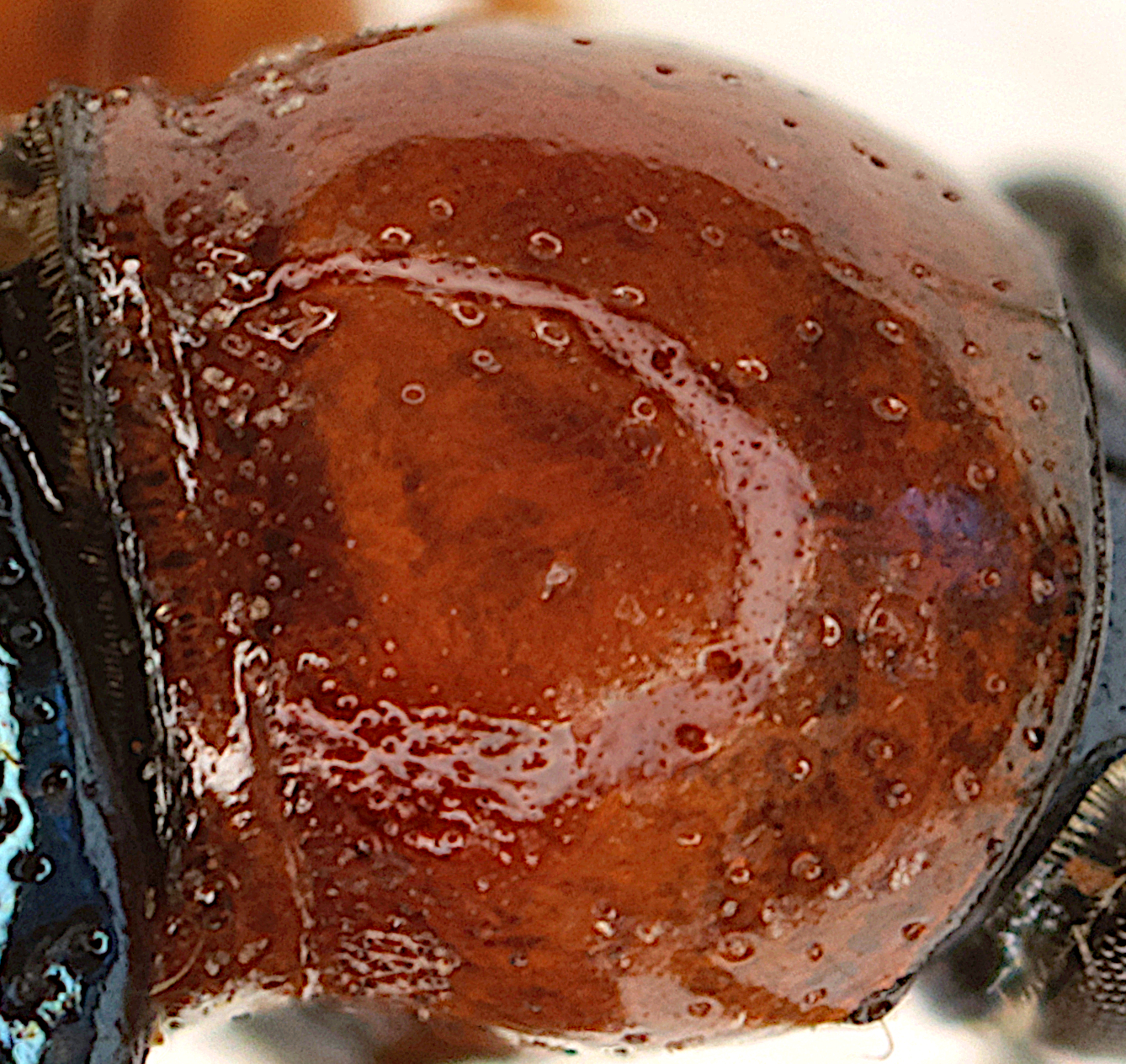
Abb. 2: Halsschild

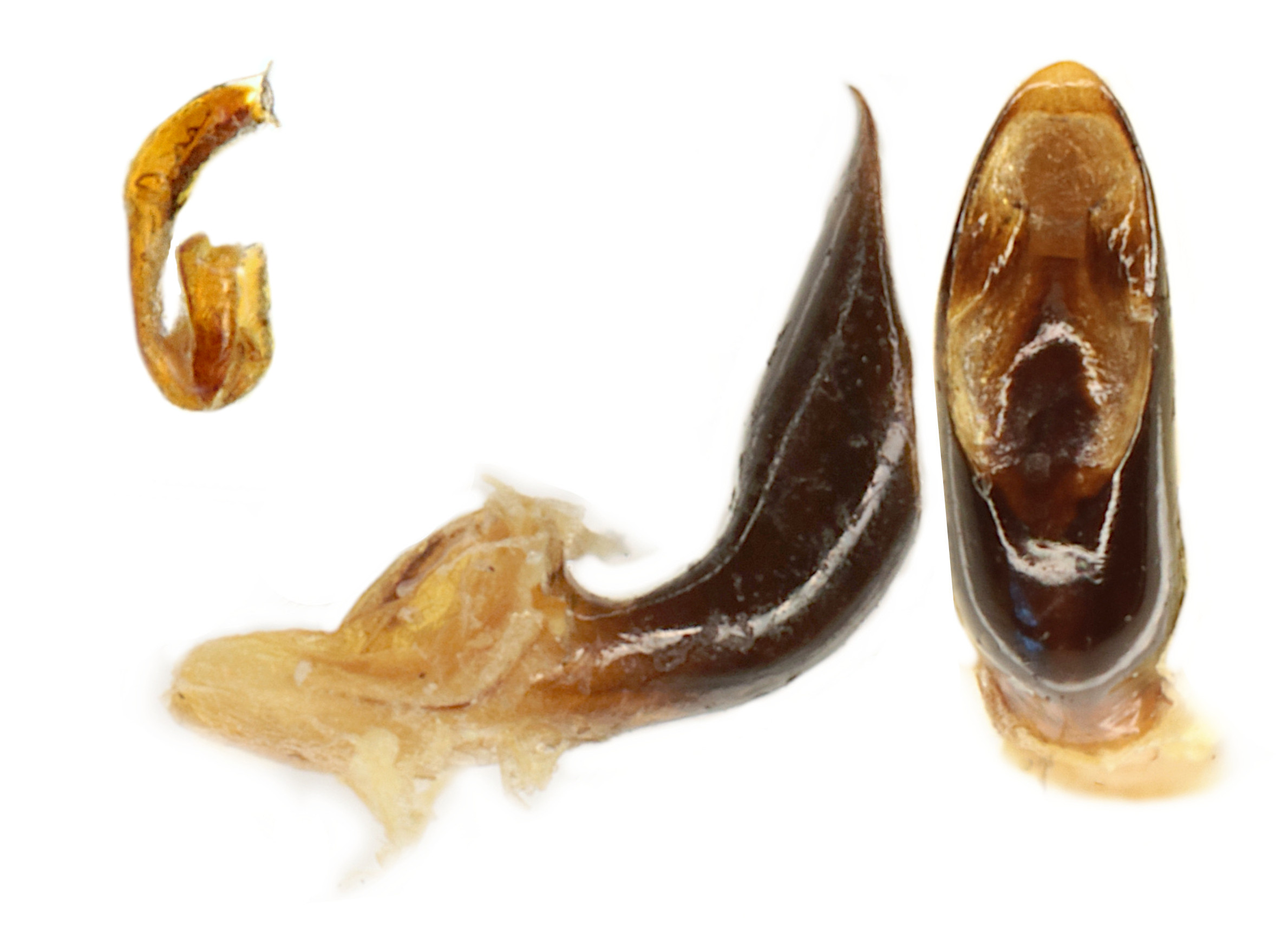
Abb. 3: Aedeagus Oulema melanopus

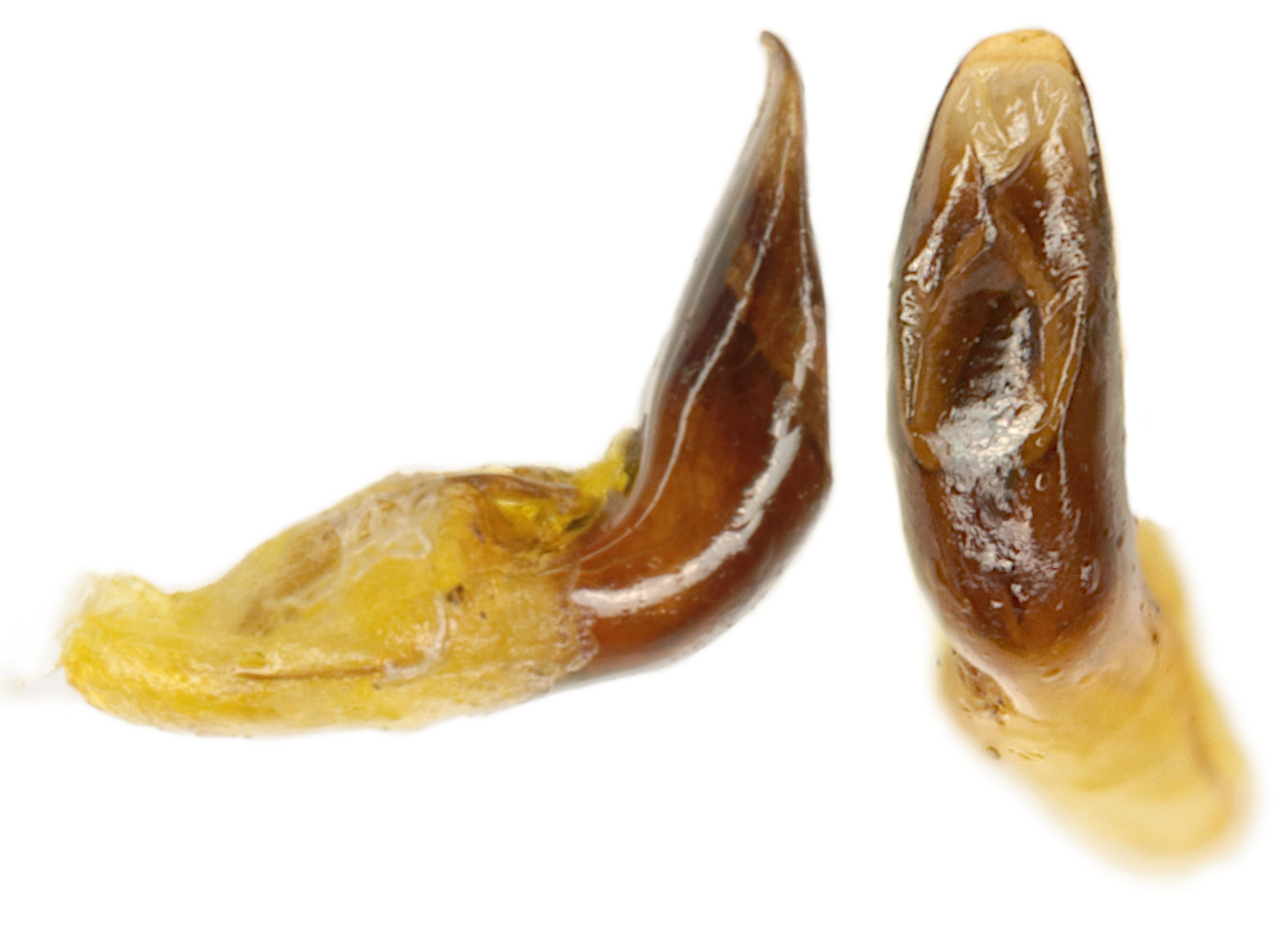
Abb. 4: Aedeagus Oulema duftschmidi

Das Rothalsige Getreidehähnchen (Oulema melanopus, auch Großes Getreidehähnchen oder Grashähnchen genannt) ist ein Käfer aus der Familie der Blattkäfer (Chrysomelidae).

## Merkmale
Die Käfer werden 4 bis 4,5 Millimeter lang. Ihr Halsschild ist rot, die Deckflügel sind metallblau, blaugrün, grün oder selten auch schwarz gefärbt. Der Halsschild ist oben nur wenig, an den Seiten und basal sehr fein und dicht punktförmig strukturiert (Abb. 2). Die Fühler sind dunkel, die Beine gelborange. Lediglich die Enden der Schienen (Tibien) und Tarsen sind dunkel gefärbt. Das zweite Fühlerglied hat eine quadratische Form, das dritte und vierte sind doppelt so lang wie breit, das fünfte ist mehr als doppelt so lang wie breit. Die Art kann von Oulema duftschmidi nur anhand von genitalmorphologischen Merkmalen unterschieden werden. Der Aedeagus von Oulema melanopus (Abb. 3) ist stärker zugespitzt und stärker abgewinkelt als der Aedeagus von Oulem duftschmidi (Abb. 4). Am deutlichsten ist der Unterschied in der Ausbildung des Flagellums (letzter Abschnitt des Samentransportsystems, liegt innerhalb des Aedeagus). Das Flagellum von Oulema melanopus ist kurz und untersetzt, weniger als fünf Mal so breit wie lang (in Abb. 3 links oben). Das Flagellum von Oulema duftschmidi dagegen ist fast doppelt so lang und extrem schlank, etwa 40 mal länger als breit. Die Art kann auch mit Oulema rufocyanea verwechselt werden, dessen Deckflügel gröber punktiert sind und dessen zweites Fühlerglied doppelt so lang wie breit ist. Das fünfte Glied ist nur eineinhalb Mal so lang wie breit.

## Vorkommen
Die Art tritt in der Paläarktis auf und ist in Europa nördlich bis in den Süden Norwegens, Zentralschwedens und -finnlands vertreten. Sie ist auf den Britischen Inseln häufig anzutreffen und wurde in Nordamerika eingeschleppt. Sie besiedelt Waldränder, Trockenhänge, Felder und Wiesen sowie Ufer von Bach- und Flussläufen und tritt auch in Städten auf. Pro Jahr wird eine Generation ausgebildet. Die Flugzeit erstreckt sich von April bis Juni. Die neue Generation tritt ab Juli/August auf und überwintert.

## Lebensweise
Die Weibchen legen ihre bis zu 200 Eier einzeln oder in kleinen Gruppen bevorzugt auf Getreideblättern wie Hafer, Gerste und Weizen, aber auch auf Gräsern wie Knäuelgras ab. Die Larven schlüpfen nach ca. einer Woche. Sie sind mit einem dunklen Schleim überzogen. Die Verpuppung findet 2 bis 5 Zentimeter tief im Erdboden statt.

## Natürliche Feinde
Zu den natürlichen Feinden des Rothalsigen Getreidehähnchens gehört der Ei-Larven-Parasitoid Tetrastichus julis aus der Familie Eulophidae.

## Belege